# Домінік Доз
Домінік Доз (англ. Dominique Dawes; нар. 20 листопада 1976, Сілвер-Спринг, Меріленд, США) — американська гімнастка, олімпійська чемпіонка.

## Виступи на Олімпіадах
| Олімпіада      | Дисципліна        | Місце              |
| -------------- | ----------------- | ------------------ |
| Барселона 1992 | абсолютний залік  | 26 (кваліфікація)  |
| Барселона 1992 | командний залік   | 3                  |
| Барселона 1992 | вільні врави      | 12T (кваліфікація) |
| Барселона 1992 | опорний стрибок   | 22 (кваліфікація)  |
| Барселона 1992 | різновисокі бруси | 41T (кваліфікація) |
| Барселона 1992 | колода            | 32 (кваліфікація)  |
| Атланта 1996   | абсолютний залік  | 17T                |
| Атланта 1996   | командний залік   | 1                  |
| Атланта 1996   | вільні врави      | 3                  |
| Атланта 1996   | опорний стрибок   | 6                  |
| Атланта 1996   | різновисокі бруси | 4                  |
| Атланта 1996   | колода            | 11T (кваліфікація) |
| Сідней 2000    | абсолютний залік  | 41 (кваліфікація)  |
| Сідней 2000    | командний залік   | 3                  |
| Сідней 2000    | вільні врави      | 52 (кваліфікація)  |
| Сідней 2000    | опорний стрибок   | 21T (кваліфікація) |
| Сідней 2000    | різновисокі бруси | 15T (кваліфікація) |
| Сідней 2000    | колода            | 72 (кваліфікація)  |